# Vasiliy-Surikov-Klasse
Die Flusskreuzfahrtschiffe der Vasiliy-Surikov-Klasse (russisch Василий Суриков, dt. Transkription: Wassili Surikow), welche auch als Projekt Q-040A bekannt war, sind fluss- und kanalgängige Binnenpassagiermotorschiffe großer Bauart. Die Klasse ist benannt nach dem ersten Schiff der Klasse, das den Namen des russischen Malers Wassili Surikow trägt.

## Geschichte
Die Flusskreuzfahrtschiffsserie wurde im Jahre 1975 hergestellt. Die Österreichische Schiffswerften AG in Korneuburg (Österreich) baute Schiffe des eigenen Entwurfs, Projekt Q-040, und Projekt Q-040A war eine einfachere Variante des vorherigen Projekts für kürzere Strecken, ohne Dusche und WC, lediglich Waschbecken, in jeder Kabine und hatte andere Anordnung der Kabinen gegenüber der Maksim-Gorkiy-Klasse. Die Namensgebung war auf zwei bedeutende Dichter begrenzt. Eingesetzt waren die Schiffe auf der Moskwa.

## Technik
In den 1990er Jahren wurden die Schiffe modernisiert und für neue Verhältnisse umgebaut. Da die Schiffe auch Ziele in nordwestlichen Seen Russlands hatten, wurden diese Schiffe auch mit GPS- und modernen Radarsystemen ausgerüstet. Die Schiffe verfügen über einen Dieselantrieb mit zwei Hauptmotoren 6ChRN 36/45 G-60.

## Ausstattung
In den 1990er Jahren wurden in jede Kabine Dusche und WC eingebaut. Alle komfortablen 1-, 2- und 3-Bett-Kabinen sind mit Klimaanlage, Kühlschrank, Dusche und WC ausgestattet und haben 220-V-Anschluss und große Fenster.
An Bord befinden sich u. a. ein Restaurant, zwei Bars, ein Kiosk, ein Konferenzsaal, Musik- und Fernsehsalon, ein Telefon für internationale Verbindungen, Solarium, Sauna, Swimming-Pool und Fitnessraum.

## Liste der Schiffe Projekt Q-040A in der Ursprungs- und englischen Sprache
In der Liste ist der Ursprungsname des Flusskreuzfahrtschiffes angegeben, die anderen Namen stehen in Klammern in chronologischer Reihenfolge:
Flusskreuzfahrtschiffe des Projekts Q-040A:
| Schiffe der Vasiliy-Surikov-Klasse | Schiffe der Vasiliy-Surikov-Klasse | Schiffe der Vasiliy-Surikov-Klasse |
| lfd. Nr.                           | Originaler Ursprungsname           | Seine englische Version            |
| ---------------------------------- | ---------------------------------- | ---------------------------------- |
| 1                                  | Василий Суриков                    | Vasiliy Surikov                    |
| 2                                  | Илья Репин                         | Ilya Repin                         |

## Übersicht
| Schiffe der Vasiliy-Surikov-Klasse | Schiffe der Vasiliy-Surikov-Klasse | Schiffe der Vasiliy-Surikov-Klasse | Schiffe der Vasiliy-Surikov-Klasse | Schiffe der Vasiliy-Surikov-Klasse | Schiffe der Vasiliy-Surikov-Klasse | Schiffe der Vasiliy-Surikov-Klasse | Schiffe der Vasiliy-Surikov-Klasse |
| Baumonat und -jahr                 | Baunummer                          | Bild                               | Name                               | erste Reederei                     | Heimathafen                        | Flagge                             | Umbenennungen und Verbleib         |
| ---------------------------------- | ---------------------------------- | ---------------------------------- | ---------------------------------- | ---------------------------------- | ---------------------------------- | ---------------------------------- | ---------------------------------- |
| 1975                               | K706                               |                                    | Vasiliy Surikov                    | Moskwa-Reederei                    | Moskau                             | →                                  | Nr. 019378 (RRR)                   |
| 1975                               | K707                               |                                    | Ilya Repin                         | Moskwa-Reederei                    | Moskau                             | →                                  | Nr. 019379 (RRR)                   |

### (A)
- Amur-Klasse, Projekt Q-003 (386)
- Volga-Klasse, Projekt Q-031
- Maksim-Gorkiy-Klasse, Projekt Q-040
- Ukraina-Klasse, Projekt Q-053
- Anton-Chekhov-Klasse, Projekt Q-056
- Sergey-Yesenin-Klasse, Projekt Q-065

### (CZ)
- Rossiya-Klasse, Projekt 785
- Oktyabrskaya-Revolyutsiya-Klasse, Projekt 26-37
- Valerian-Kuybyshev-Klasse, Projekt 92-016

### (D)
- Rodina-Klasse, Projekt 588
- Baykal-Klasse, Projekt 646
- Vladimir-Ilyich-Klasse, Projekt 301
- Dmitriy-Furmanov-Klasse, Projekt 302

### (H)
- Dunay-Klasse, Projekt 305